# Слободској
Слободској (рус. Слободской) град је у Русији у Кировској области.

## Становништво
| 1939.  | 1959.  | 1970.  | 1979.  | 1989.  | 2002.  | 2010.  |
| ------ | ------ | ------ | ------ | ------ | ------ | ------ |
| 22.796 | 30.836 | 34.374 | 36.881 | 39.249 | 33.477 | 33.981 |